# Amphixystis thapsonota
Amphixystis thapsonota är en fjärilsart som beskrevs av Edward Meyrick 1915. Amphixystis thapsonota ingår i släktet Amphixystis och familjen äkta malar. Inga underarter finns listade i Catalogue of Life.